# Cost of Living (opera teatrale)
Cost of Living è un'opera teatrale della drammaturga polaccoamericana Martyna Majok, debuttata a New York nel 2017 e vincitrice del Premio Pulitzer per la drammaturgia nel 2018. Il dramma affronta il tema della disabilità attraverso il rapporto tra due invalidi e i loro badanti.

## Trama
Dopo la morte della moglie, l'ex camionista Eddie si reinventa come badante e comincia a lavorare per Ani, una donna a cui hanno amputato le gambe e che riversa l'odio per se stessa e per la propria condizione sull'uomo che si prende cura di lei. John soffre di paralisi cerebrale infantile, è un giovane accademico a Princeton e vive in una bella casa; la sua badante Jess, al contrario, ha un disperato bisogno di soldi e spera che il lavoro per John sia continuo, in quanto più redditizio e sicuro del suo secondo lavoro da barista.
Il rapporto tra le due coppie di paziente-assistente non potrebbe essere più diverso, ma ugualmente difficile: Ani è ostile, resiste alla gentilezza di Eddie ed odia se stessa per avere bisogno che qualcuno si prenda cura di lei; John non è altrettanto difficile, ma tutto ciò che dimostra a Jess è gelida cortesia, usando nei suoi confronti quell'indifferenza di cui, solitamente, si accusa le badanti. Col passare del tempo i rapporti si fanno meno tesi, Ani accetta di avere bisogno di aiuto e John si apre nei confronti di Jess.

## Produzioni
Il dramma debuttò il 29 giugno 2016 al Williamstown Theatre Festival di Williamstown, con la regia di Edward Hall ed un cast che comprendeva: Rebecca Naomi Jones (Jess), Gregg Mozgala (John), Katy Sullivan (Ani) e Wendell Pierce (Eddie). La produzione debuttò a New York il 7 giugno 2017 al Manhattan Theater Club dell'Off Broadway, con la regia di Jo Bonney. Facevano parte del cast Jolly Abraham (Jess), Gregg Mozgala (John), Katy Sullivan (Ani) e Victor Williams (Eddie).
Hall ha diretto anche la prima londinese, debuttata all'Hampstead Theatre il 24 gennaio 2019; Sullivan tornarò a ricoprire i ruoli già interpretati in precedenza, Adrian Lester interpretava Eddie, Emily Barber ricopriva il ruolo di Jess e Jack Hunter interpretava John.
Nel 2022 il dramma è stato proposto anche a Broadway, ottenendo una candidatura al Tony Award alla migliore opera teatrale.